# Равновеликая цилиндрическая проекция Ламберта

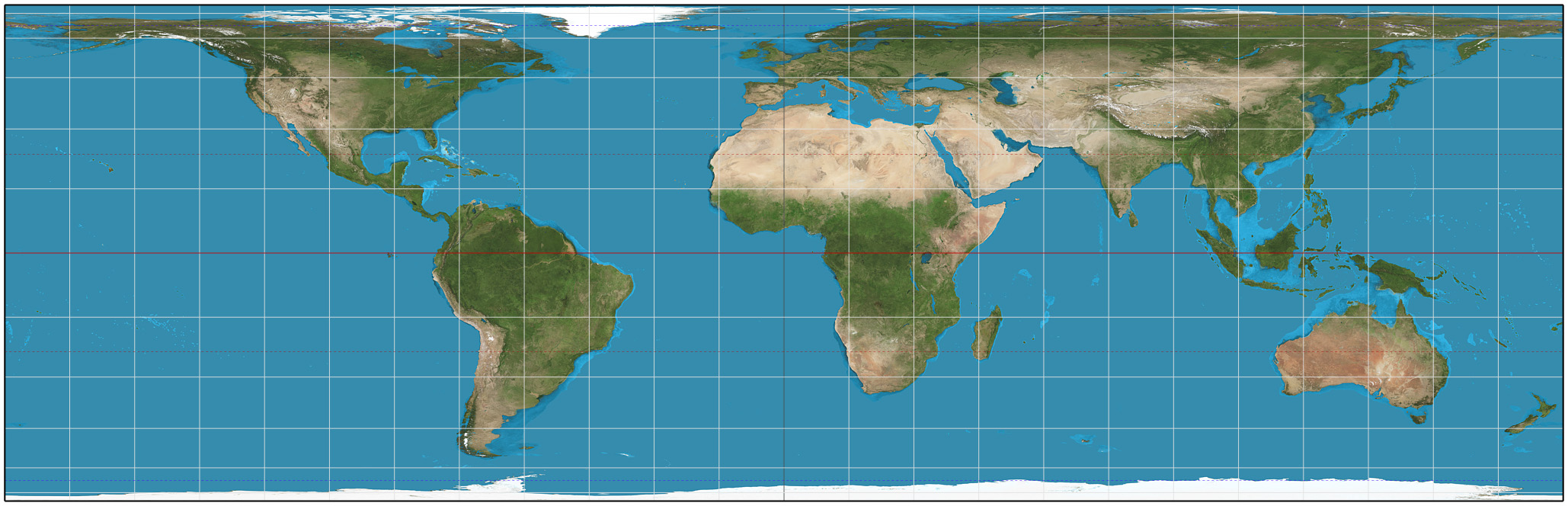
Равновеликая цилиндрическая проекция Ламберта для земного шара

Равновеликая цилиндрическая проекция Ламберта для земного шара, центральный меридиан 160° з.д.

Равновеликая цилиндрическая проекция Ламберта с эллипсами искажения

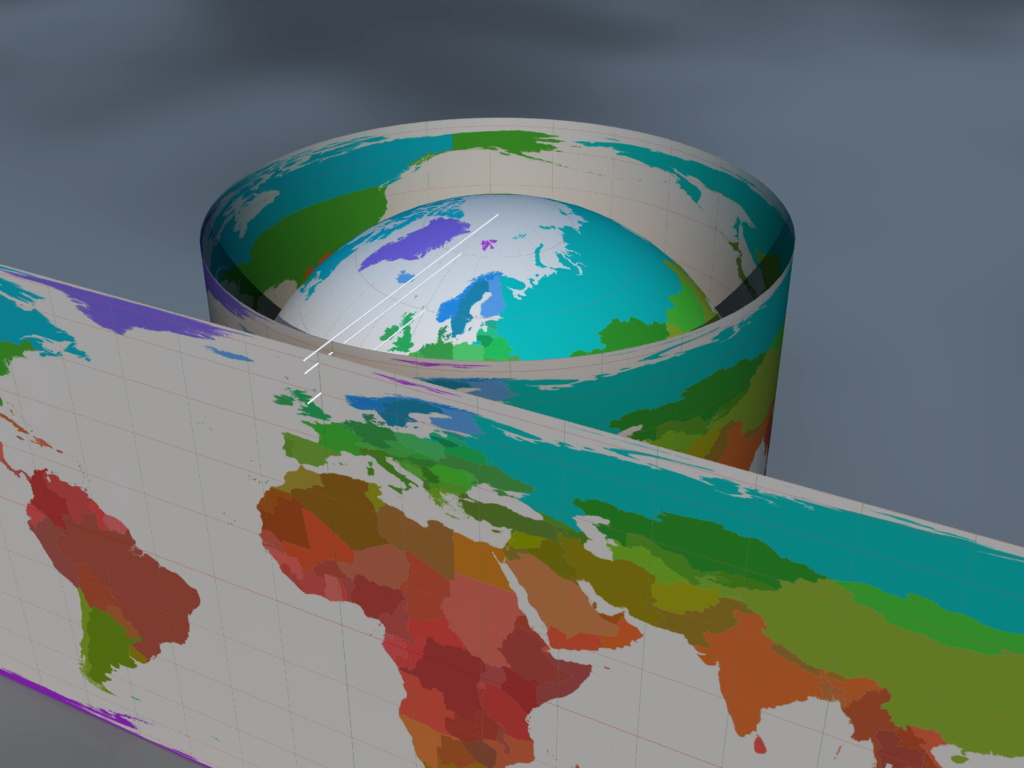
Принцип проецирования шара на цилиндр

Равновеликая цилиндрическая проекция Ламберта (цилиндрическая проекция Ламберта) — равновеликая картографическая проекция, разработанная Иоганном Генрихом Ламбертом.

## История
Разработана эльзасским математиком, физиком, философом и астрономом Иоганном Генрихом Ламбертом в 1772.
Проекция описывается следующими формулами:
{\displaystyle x=\lambda -\lambda _{0}}
{\displaystyle y=\sin \phi }
где {\displaystyle \phi } — широта, {\displaystyle \lambda } — долгота, {\displaystyle \lambda _{0}} — центральная долгота.